# عبد الرحمن حمود
عبد الرحمن حمود (- 2003) ممثل سوري ولد في مدينة حلب، عمل حمود كمدير ومخرج مسرح جامعة حلب. وخبير مسرحي بالجزائر بـ (معهد الشباب) [بحاجة لمصدر]. وله الكثير من الأعمال التلفزيونية والمسرحية والسينمائية، بالإضافة إلى عدة أعمال إذاعية، وهو عضو في نقابة الفنانين منذ عام 1993 حتى 2003، زوجته الفنانة سحر ملحم، ولديه منها ولدان، توفي عام 2003 أثر صراع مع مرض عضال.

## أعماله
- الحصاد (مسلسل)
- 1972 – الفهد (فيلم)

عبد الرحمن حمود في مسلسل صقر قريش.

- 1980 – حرب السنوات الأربع (مسلسل) في دور حمودة باي تونس.
- 1981 – عز الدين القسام (مسلسل) في دور بورافع.
- 1984 – المجنون طليقا (مسلسل)، في دورعايد الغضب، إخراج علاء الدين كوكش
- 1984 – أيدينا (فيلم قصير) سيناريو وإخراج عبد اللطيف عبد الحميد[2]
- 1985 – حصاد السنين (مسلسل)
- 1989 – غضب الصحراء (مسلسل)
- 1992 – الدخيلة (مسلسل)
- 1993 – أبو كامل (مسلسل)
- 1995 – نهارات الدفلي (مسلسل)
- 1998 – أمانة في أعنقاكم (مسلسل)
- 1999 – رمح النهار (مسلسل)
- 1999 – حي المزار (مسلسل) بدور أيوب، إخراج علاء الدين كوكش.[3]
- 2000 – البواسل (مسلسل) بدور صهيب، إخراج نجدة إسماعيل أنزور.[4]
- 2001 – مقامات بديع الزمان الهمذاني (مسلسل)، إخراج بسام سعد.[5]
- 2001 – عندما يموت الحب (مسلسل)
- 2001 – بقعة ضوء (مسلسل) الجزء الأول.
- 2001 – البحث عن صلاح الدين (مسلسل) بدور الفاضل، إخراج نجدة إسماعيل أنزور.[6]
- 2002 – صقر قريش (مسلسل) بدور إبراهيم بن محمد، إخراج حاتم علي.[7]